# Paziols
Paziols är en kommun i departementet Aude i regionen Occitanien  i södra Frankrike. Kommunen ligger  i kantonen Tuchan som ligger i arrondissementet Narbonne. År 2022 hade Paziols 528 invånare.

## Befolkningsutveckling
Antalet invånare i kommunen Paziols
Referens: INSEE